# Aitor Mendizabal Badiola
Aitor Mendizabal Badiola, también conocido como Mendizabal III, (n. Anzuola, Guipúzcoa, 3 de enero de 1989) es un jugador español de pelota vasca en la modalidad de mano. Juega en la posición de delantero en la empresa Garfe.

## Palmarés
- Campeón del Manomanista de promoción, 2016
- Campeón del Cuatro y Medio de promoción, 2011

## Final del Manomanista de 2.ª categoría
| Año  | Campeón        | Subcampeón | Tanteo | Frontón |
| ---- | -------------- | ---------- | ------ | ------- |
| 2016 | Mendizabal III | Gorka      | 22-14  | Labrit  |

## Final del Cuatro y Medio de 2.ª categoría
| Año  | Campeón        | Subcampeón | Tanteo | Frontón  |
| ---- | -------------- | ---------- | ------ | -------- |
| 2011 | Mendizabal III | Lemuno     | 22-15  | Beotibar |